# 2013 في جنوب إفريقيا
فيما يلي قوائم الأحداث التي وقعت خلال عام 2013 في جنوب أفريقيا.

## رياضة
- 1 يناير – كأس الأمم الأفريقية لكرة القدم 2013
- 10 فبراير – نهائي كأس الأمم الأفريقية لكرة القدم 2013 الفائز منتخب نيجيريا لكرة القدم.

## أفلام
من الأفلام التي صدرت هذه السنة في جنوب أفريقيا:
- 7 أغسطس – إيليزيم من إخراج نيل بلومكامب.

## وفيات

### يناير
- 3 يناير – بيري ستاندر (مواليد 1987) درّاج طريق جنوب أفريقي.[1]

### أبريل
- 12 أبريل – جوني دو بلوي (مواليد 1964) ملاكم جنوب أفريقي.

### ديسمبر
- 5 ديسمبر – نيلسون مانديلا (مواليد 1918)[2]
- 7 ديسمبر – جاكوب ماتلالا (مواليد 1962) ملاكم جنوب أفريقي.[3]